# Банахова алгебра
Банахова алгебра — це топологічна алгебра {\displaystyle A}
над полем комплексних чисел, топологія якої визначається нормою, що перетворює {\displaystyle A} в банахів простір.
При цьому, за означенням топологічної алгебри, функція добутку елементів неперервна по кожному із множників.
Найважливіший і найкраще вивчений клас утворюють комутативні банахові алгебри, в яких за визначенням {\displaystyle xy=yx\quad \forall x,y\in A.}
За принципом рівномірної неперервності, у будь-якій банаховій алгебрі маємо Неможливо розібрати вираз (SVG (MathML можна ввімкнути через плагін браузера): Недійсна відповідь («Math extension cannot connect to Restbase.») від сервера «http://localhost:6011/uk.wikipedia.org/v1/»:): {\displaystyle  \|xy\|\leq C\|x\|\cdot \|y\|\quad\forall x,y\in A, }

тому норму в {\displaystyle A} можна замінити на еквівалентну, що задовольняє
Неможливо розібрати вираз (SVG (MathML можна ввімкнути через плагін браузера): Недійсна відповідь («Math extension cannot connect to Restbase.») від сервера «http://localhost:6011/uk.wikipedia.org/v1/»:): {\displaystyle  \|xy\|\leq \|x\|\cdot \|y\| \quad \forall x,y\in A\qquad (*). }

Банахова алгебра {\displaystyle A} називається алгеброю з одиницею, якщо вона містить елемент
{\displaystyle 1} такий, що {\displaystyle 1\cdot x=x\cdot 1=x\quad \forall x\in A.}
Якщо Неможливо розібрати вираз (SVG (MathML можна ввімкнути через плагін браузера): Недійсна відповідь («Math extension cannot connect to Restbase.») від сервера «http://localhost:6011/uk.wikipedia.org/v1/»:): {\displaystyle A}
 не має одиниці, то її можна приєднати, створивши банахову алгебру
{\displaystyle A\oplus \mathbb {C} } з одиницею і нормою
Неможливо розібрати вираз (SVG (MathML можна ввімкнути через плагін браузера): Недійсна відповідь («Math extension cannot connect to Restbase.») від сервера «http://localhost:6011/uk.wikipedia.org/v1/»:): {\displaystyle ||x+r\cdot 1||=||x||+|r|,}

що містить алгебру {\displaystyle A} як замкнуту підалгебру.
Тому звичайно вважають, що банахова алгебра задовольняє (*) і має одиницю.

## Приклади
1) Нехай {\displaystyle X} — компактний топологічний простір,
{\displaystyle C(X)} — сукупність усіх неперервних комплексних функцій, визначених на Неможливо розібрати вираз (SVG (MathML можна ввімкнути через плагін браузера): Недійсна відповідь («Math extension cannot connect to Restbase.») від сервера «http://localhost:6011/uk.wikipedia.org/v1/»:): {\displaystyle X}
. Це — комутативна банахова алгебра відносно поточкових операцій додавання та множення, з нормою
Неможливо розібрати вираз (SVG (MathML можна ввімкнути через плагін браузера): Недійсна відповідь («Math extension cannot connect to Restbase.») від сервера «http://localhost:6011/uk.wikipedia.org/v1/»:): {\displaystyle \|f\|=\operatorname{max}\{|f(x)|:{x\in X}\}.}

2) Простір {\displaystyle l^{1}} послідовностей {\displaystyle x=(x_{0},x_{1},\ldots ),}
для яких {\displaystyle ||x||=\sum _{n=0}^{\infty }|x_{n}|<\infty ,} з нормою
{\displaystyle ||x||,} звичайним додаванням і добутком за формулою
{\displaystyle (xy)_{n}=\sum _{k=0}^{n}x_{k}y_{n-k}.}
3) Множина {\displaystyle B(L)}
всіх обмежених лінійних операторів на банаховому просторі {\displaystyle L}
утворює банахову алгебру відносно звичайних операцій додавання і множення лінійних операторів і норми оператора.
Зокрема, банахову алгебру утворюють всі обмежені лінійні оператори на гільбертовому просторі Неможливо розібрати вираз (SVG (MathML можна ввімкнути через плагін браузера): Недійсна відповідь («Math extension cannot connect to Restbase.») від сервера «http://localhost:6011/uk.wikipedia.org/v1/»:): {\displaystyle  H }
.
4) Групова алгебра {\displaystyle L^{1}(G)}
локально компактної топологічної групи Неможливо розібрати вираз (SVG (MathML можна ввімкнути через плагін браузера): Недійсна відповідь («Math extension cannot connect to Restbase.») від сервера «http://localhost:6011/uk.wikipedia.org/v1/»:): {\displaystyle G,}

де добуток — це згортка функцій на {\displaystyle G.}

## Спектри
- Спектр елемента унітальної комплексної банахової алгебри — непорожній компакт. Для будь-якого компакта {\displaystyle K} спектр {\displaystyle w(z)=z} на Неможливо розібрати вираз (SVG (MathML можна ввімкнути через плагін браузера): Недійсна відповідь («Math extension cannot connect to Restbase.») від сервера «http://localhost:6011/uk.wikipedia.org/v1/»:): {\displaystyle C(K)}
 збігається з {\displaystyle K}, тобто інших обмежень немає.
- Спектральним радіусом {\displaystyle R} елемента {\displaystyle x} називається {\displaystyle \sup\{|\lambda |:\lambda \in \sigma (x)\}.} Для нього існує формула спектрального радіуса {\displaystyle R=\lim _{n\to \infty }\|x^{n}\|^{1/n}.}
- Якщо {\displaystyle \varphi :A\to B} -унітальний (переводить одиницю {\displaystyle A} в одиницю {\displaystyle B}) гомоморфізм, то для будь-якого Неможливо розібрати вираз (SVG (MathML можна ввімкнути через плагін браузера): Недійсна відповідь («Math extension cannot connect to Restbase.») від сервера «http://localhost:6011/uk.wikipedia.org/v1/»:): {\displaystyle a \in A}
 виконане Неможливо розібрати вираз (SVG (MathML можна ввімкнути через плагін браузера): Недійсна відповідь («Math extension cannot connect to Restbase.») від сервера «http://localhost:6011/uk.wikipedia.org/v1/»:): {\displaystyle \sigma_{B}(\varphi(a)) \subseteq \sigma_A(a)}
. Тобто при гомоморфізмі спектр або зберігається, або зменшується.
- Якщо {\displaystyle p\in \mathbb {C} [t]} — многочлен з комплексними коефіцієнтами, тоді {\displaystyle p(\sigma (a))=\sigma (p(a))}. Це твердження також вірно для будь-якої голоморфної функції, зокрема синуса, логарифма та експоненти.

## Алгебри з інволюцією таC∗−{\displaystyle C^{*}-}алгебри
У більшості природно виникаючих банахових алгебр є операція спряження, тобто деяке
неперервне відображення {\displaystyle A} до себе, {\displaystyle x\mapsto x^{*}.}
Елемент Неможливо розібрати вираз (SVG (MathML можна ввімкнути через плагін браузера): Недійсна відповідь («Math extension cannot connect to Restbase.») від сервера «http://localhost:6011/uk.wikipedia.org/v1/»:): {\displaystyle  x\in A}
 називається:
- нормальним, якщо {\displaystyle x^{*}x=xx^{*};}
- ермітовим, якщо {\displaystyle x=x^{*};}
- унітарним, якщо Неможливо розібрати вираз (SVG (MathML можна ввімкнути через плагін браузера): Недійсна відповідь («Math extension cannot connect to Restbase.») від сервера «http://localhost:6011/uk.wikipedia.org/v1/»:): {\displaystyle  x^*x=xx^*=1. }

Це узагальнює відповідні ознаки лінійних операторів.
Алгебра {\displaystyle B(H)} обмежених операторів на
гільбертовому просторі {\displaystyle H} являє собою банахову алгебру
з інволюцією, де {\displaystyle T^{*}} — це спряжений до оператора {\displaystyle T}.
Виникає природне питання, чи можна реалізувати
будь-яку банахову алгебру з інволюцією як підалгебру Неможливо розібрати вираз (SVG (MathML можна ввімкнути через плагін браузера): Недійсна відповідь («Math extension cannot connect to Restbase.») від сервера «http://localhost:6011/uk.wikipedia.org/v1/»:): {\displaystyle  B(H). }

Це питання було повністю розв'язано І. М. Гельфандом і М. А. Наймарком.
Банахова алгебра з інволюцією {\displaystyle A} називається {\displaystyle C^{*}-}алгеброю,
якщо виконується тотожність
{\displaystyle \|x^{*}x\|=\|x\|^{2}} для всіх {\displaystyle x\in A.}
Неважко побачити, що в алгебрі {\displaystyle B(H)} це так.
Гельфанд і Наймарк довели, що і навпаки, будь-яка {\displaystyle C^{*}-}алгебра
{\displaystyle A} допускає точне *-зображення у {\displaystyle B(H).}
Так звана ГНС конструкція (на честь Гельфанда, Наймарка і Сегала), що
надає канонічне таке зображення, відіграє найважливішу роль в
алгебраїчній квантовій теорії поля.
І. М. Гельфанд також довів, що будь-яка комутативна {\displaystyle C^{*}-}алгебра
з одиницею має вигляд {\displaystyle C(X)} (див. Приклад 1).
Компактний топологічний простір {\displaystyle X} можна знайти розглядаючи
ненульові характери алгебри {\displaystyle A}, або її
максимальні ідеали, {\displaystyle X=\operatorname {SpecmA} .}
Некомутативна геометрія А.Конна розглядає довільну (некомутативну)
Неможливо розібрати вираз (SVG (MathML можна ввімкнути через плагін браузера): Недійсна відповідь («Math extension cannot connect to Restbase.») від сервера «http://localhost:6011/uk.wikipedia.org/v1/»:): {\displaystyle C^*-}
алгебру
{\displaystyle A} як алгебру функцій на (неіснуючому) некомутативному просторі {\displaystyle ''\operatorname {Spec} A''}.
Теорія {\displaystyle C^{*}-}алгебр використовується в теорії зображень
і сучасний топології, зокрема K-теорії і теорії шаруваннь.